# Дорийцы
Дори́йцы, или Доря́не (др.-греч. Δωριεῖς, ед. число др.-греч. Δωριεύς) — наряду с ахейцами, ионийцами и эолийцами являлись одним из основных древнегреческих племён.
В других источниках сказано что Доряне, одно из главных племён, на которые делились древние греки, и разделялись они на три фила, по преданию они жили сначала в Фессалии, в 1104 году до н. э., под начальством Гераклидов, завоевали Пелопоннес (переселение дорян), а около 1000 года до н. э. завоевали Спарту, и составили господствующее сословие спартиатов. Доряне говорили на дорийском диалекте древнегреческого языка, единственным современным потомком которого является цаконский язык.

## История

Маршруты миграции греческих племён.

На рубеже XIII—XII веков до н. э. дорийцы в составе других племён (говоривших на западных диалектах) вторглись на территории других полисов Греции и в Пелопоннес, где находились центры микенской цивилизации. Это событие получило название «дорийское вторжение». Племенные группы дорийцев расселились на Пелопоннесе (области Арголида, Лаконика, Мессения, Коринфия и Мегарида на Истме), на южных островах Эгейского моря (Крит, Родос, Фера (Санторини), Мелос и др.), в части Эгейского побережья Малой Азии с близлежащими островами (азиатская Дорида).
В ходе Великой греческой колонизации (VIII—VI века до н. э.) дорийские полисы возникли на восточном побережье Адриатического моря, в Южной Италии, на Сицилии, в зоне проливов и Причерноморье.
Основные государства дорийцев:
- Спарта — наиболее известный дорийский полис, долгое время бывший самым сильным в военном отношении греческим государством. В Спарте дольше всего сохранялись простой образ жизни, воинская доблесть и дисциплина граждан, что, как полагали античные авторы, было свойственно именно дорийцам;
- Эгина.
- Полисы Крита.
- Аргос.
- Колонии Южной Италии («Великая Греция»).
- Колонии Мегары:
  - на Босфоре — Византий (ныне Стамбул);
  - по берегам Понта Эвксинского (Чёрного моря) — Гераклея Понтийская на Южном побережье (современный Эрегли в Турции);
  - Сицилия — там на протяжении столетий ведущая роль принадлежала Сиракузам;
- Из Феры вышли дорийские поселения в Киренаике.

Дорийским полисам было присуще развитие, прежде всего, аграрного сектора производства. В то же время среди дорийских государств были такие развитые торгово-ремесленные центры, как Коринф, Эгина, Мегары.
Единственной дорийской колонией в Северном Причерноморье был Херсонес Таврический.

## Мифология
Согласно греческой мифологии, родоначальником дорийцев считался Дор, сын Эллина и нимфы Орсеиды. По преданию, жили сначала в европейской Греции, у Олимпа и Оссы, в фессалийской местности Гестиейе и в Дориде у Эты. Земли в Средней Греции (обл. Дорида) они получили от Геракла. Около 1100 года до н. э. дорийцы под начальством Гераклидов вторглись в Пелопоннес, многие из областей которого ранее были завоеваны Гераклом (в мифологии вторжение дорийцев получило название «возвращение Гераклидов»).